# ステート・ストリート信託銀行
ステート・ストリート信託銀行株式会社（ステート・ストリートしんたくぎんこう）は、有価証券の保管や管理事務を行う資産管理業務に特化する日本の銀行（信託銀行）である。東京都港区虎ノ門に本社を置く。

## 概要
アメリカのボストンに本社を置くステート・ストリート傘下であり、信託業務、資産管理業務のアウトソーシング業務、ステート・ストリート・バンク・アンド・トラスト・カンパニーのグローバル・カストディに係る外国銀行代理業務などを実施している。
本店の他に、福岡営業所（福岡市博多区綱場町2番1号 博多FDビジネスセンター）を設置しており、2016年には福岡営業所の人員数が100名を超えている。
年金積立金管理運用独立行政法人（GPIF）の資産管理機関を、日本マスタートラスト信託銀行とともに務めている。
日本証券業協会特別会員。格付投資情報センター（R&I）による発行体格付はAA-。

## 沿革
- 1986年（昭和61年）3月 - マニュファクチュラース・ハノバー信託銀行株式会社として設立（マニュファクチュラース・ハノバー・インターナショナル・ファイナンス・コーポレーションの100%出資により設立）[3]
- 1991年（平成3年）12月 - ステート・ストリート信託銀行株式会社に商号変更[4]
- 2012年（平成24年） - 福岡営業所及び横浜営業所を開設（横浜営業所は2015年に閉鎖）